# Larry Page
Pour les articles homonymes, voir Larry Page (chanteur) et Page.
Lawrence Edward Page dit Larry Page, né le 26 mars 1973 à East Lansing dans le Michigan, est un milliardaire et informaticien américain.  Il est avec Sergey Brin le cofondateur de l'entreprise Google. 

## Biographie

### Parcours
Larry Page est né dans une famille juive à East Lansing, au Michigan, aux États-Unis, le 26 mars 1973. 
Il est le fils de deux professeurs d’université : Gloria Weinstein (1944-), professeure de programmation à l’université du Michigan, et Carl V. Page  (1938-1996), professeur d’informatique et d’intelligence artificielle à l’université de Caroline du Nord à Chapel Hill et à l’université du Michigan. Carl Page est notamment un pionnier et une référence dans le domaine de l’intelligence artificielle.
En tant que fils de professeurs d'informatique, la fascination de Larry Page pour l’informatique a commencé très tôt. 
Enfant, il a manifesté un vif intérêt pour la technologie, les entreprises et l’innovation. Sa passion pour l’informatique et la technologie a notamment commencé à l’âge de six ans, et son idole était alors Nikola Tesla. Par ailleurs, Larry Page a rêvé de créer sa propre entreprise dès l’âge de 12 ans. Il était également le premier enfant de son école à faire un travail sous traitement de texte.
Larry Page a obtenu un diplôme en génie informatique de l’université du Michigan en 1995. Après cela, il a décidé de se concentrer sur l’ingénierie informatique, et s’est alors inscrit à l’université Stanford pour leur programme de doctorat. Dans sa thèse doctorale, il souhaitait explorer les propriétés mathématiques du World Wide Web. Le développement de cette thèse s’est notamment fait sous la supervision de Terry Winograd, éminent spécialiste de l’intelligence artificielle[réf. souhaitée].
Larry Page est l'inventeur du procédé PageRank de classement des pages Web en fonction de leur popularité.
En 2002, le Forum économique mondial lui décerne le titre de « leader international de l'économie du futur » et, en 2004, il reçoit le Prix Marconi.
Le 20 janvier 2011, Eric Schmidt, directeur général (CEO, en anglais) de Google depuis 2001, annonce sur le blog officiel de Google que Larry Page deviendra son successeur au poste de directeur général à compter du 4 avril 2011.
Larry Page est engagé dans le mouvement transhumaniste.
Le 3 décembre 2019, Larry Page annonce qu'il quitte son poste de PDG d'Alphabet et qu'il est remplacé par le PDG de Google, Sundar Pichai. Celui-ci conserve également son poste de PDG de Google.
Larry Page et le cofondateur de Google et président de Alphabet, Sergey Brin, ont annoncé la modification dans un article de blog commun : « Alphabet est désormais bien établi et Google et les autres paris fonctionnent efficacement en tant qu'entreprises indépendantes. Le moment est donc venu de simplifier notre structure de gestion. Nous n’avons jamais eu à conserver des rôles de direction quand nous pensons qu’il existe une meilleure façon de diriger la société. Et Alphabet et Google n'ont plus besoin de deux PDG et d'un président. »

## Vie privée
Larry Page a eu une relation avec Marissa Mayer.
Il s'est marié, le 8 décembre 2007, avec Lucinda Southworth, une chercheuse en biologie médicale.
Le 14 mai 2013, il révèle souffrir d'une paralysie partielle des cordes vocales et avoir perdu de ce fait une partie de sa capacité vocale.

## Fortune
En mars 2005, le magazine Forbes classe Larry Page et Sergey Brin à la 55e place de son classement des plus grandes fortunes de la planète avec 7,2 milliards de dollars chacun.
En décembre 2005, le Financial Times désigne Brin et Page « hommes de l'année ».
En 2006, Forbes situe Larry Page à la 27e place de son classement des plus grandes fortunes de la planète avec 12,8 milliards de dollars. Son associé Sergey Brin est quant à lui 26e avec 12,9 milliards de dollars.
En 2007, Forbes classe Larry Page à la 5e place de son classement des plus grandes fortunes des États-Unis avec 18,5 milliards de dollars. Il est ex aequo avec son associé Sergey Brin.
En septembre 2013, Forbes le classe à la 20e place de son classement des plus grandes fortunes de la planète avec 24,9 milliards de dollars.
En 2014, la fortune de Larry Page s'élève à plus 32 milliards de dollars. C'est la 17e personne la plus riche du monde.
En 2016, selon Forbes, sa fortune est estimée à 36,4 milliards de dollars, ce qui le place donc au 12e rang sur la liste des milliardaires du monde du magazine.
Toujours selon Forbes, sa fortune s'élève à 54 milliards de dollars en 2018 et 50,8 milliards de dollars en 2019.
En mars 2021, d'après bloomberg.com, sa fortune atteint 90 milliards de dollars, ce qui fait de lui le septième homme le plus riche au monde .
En mars 2023, selon Forbes, sa fortune est estimée à 82,2 milliards de dollars, ce qui le place au 10e rang sur la liste des milliardaires du monde.